# Вільям Кларк
Вільям Кларк (англ. William Clark; 1 серпня 1770 року — 1 вересня 1838 року) — американський мандрівник, один з організаторів експедиції Льюїса і Кларка, згодом другий і останній губернатор території Міссурі. З 1822 року до смерті обіймав посаду суперінтенданта у справах індіанців.

## Біографія
Вільям Кларк народився в окрузі Керолайн, в англійській колонії Вірджинія. Він був дев'ятою з десяти дітей Джона та Енн Роджерс Кларк. Джон і Енн були уродженцями віргінського округу Кінг-енд-Квін, нащадками англійців і шотландців. Сім'я Кларк належала до Англіканської церкви, володіла кількома маєтками та рабами. Старший брат Вільяма — Джордж Роджерс Кларк — став героєм Війни за незалежність США.
Вільям Кларк не отримав ніякої формальної освіти, але, як тоді це було заведено, навчався вдома. Після Війни за незалежність вся сім'я разом з рабами переїхала в Кентуккі, який в той момент ще не став штатом США. Вільям Кларк прибув в Кентуккі в березні 1785. Сім'я оселилася на плантації близько Луїсвілла, де Кларк прожив до 1803 року.
Після закінчення Війни за незалежність Кентуккі був задіяний у війні з індіанцями на північ від річки Огайо. У 1789 році Кларк записався в добровільну міліцію під керівництвом майора Джона Гардіна. Планувалося, що загін Гардіна нападе на індіанців Веа, що жили на річці Вобеш, проте помилково вони напали на табір мирних індіанців шауні і вбили кілька людей, включаючи жінок і дітей.
У 1790 році губернатор Північно-Західної території призначив Кларка капітаном міліції Кларксвілла (нині у штаті Огайо). Кларк багато подорожував Середнім Заходом і на південь до Нового Орлеана. З 1791 року він служив у Легіоні Сполучених Штатів, зокрема, відзначився в 1794 році в битві повалених дерев, очоливши загін, що зайшов в тил канадської та індіанської армії. 1 липня 1796 року він пішов у відставку.

### Експедиція Льюїса і Кларка

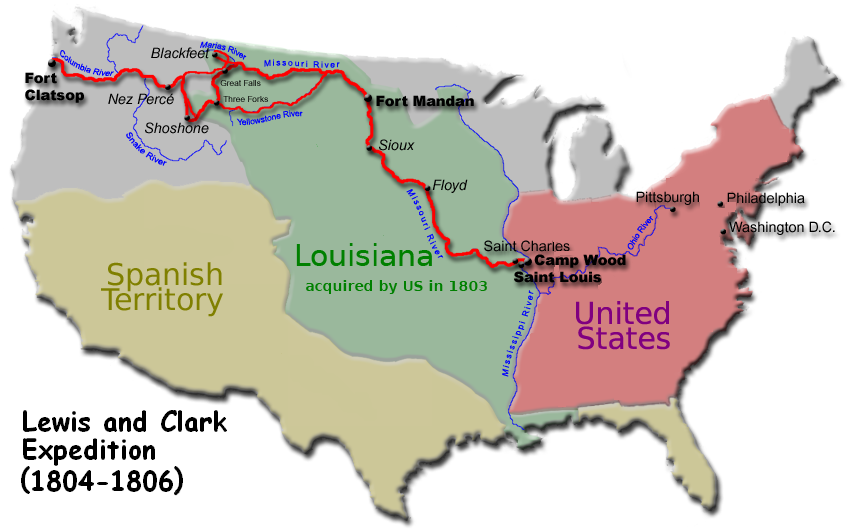
Шлях експедиції Льюїса і Кларка

У 1804—1806 роках Кларк разом з Мерівезером Льюїсом очолив першу в історії експедицію, що вийшла сушею до Тихого океану. Метою експедиції було дослідження Луїзіани, яку США купили у Франції в 1803 році, встановлення торгових відносин з корінним північноамериканським населенням на річці Міссурі, а в перспективі — встановлення прав США на володіння північно-західними територіями і Орегонськими землями до того, як це зробили б європейські держави. Організатором експедиції президент США Томас Джефферсон призначив свого особистого секретаря Льюїса, а Льюїс призначив Кларка співорганізатором. Формально Кларк підкорявся Льюїсу, але реально виконував незалежну функцію одного з організаторів експедиції, котра відповідала за складання карт, поповнення запасів експедиції та полювання. Експедиція стала відомою як експедиція Люїса і Кларка.
Льюїс і Кларк зустрілися в Сент-Чарльзі (Міссурі), і експедиція пройшла вгору вздовж річки Міссурі, потім перетнула Скелясті гори і спустилася річкою Колумбія до Тихого океану, після чого повернулася назад, досягнувши Сент-Луїса 23 вересня 1806 року. Повний звіт про експедицію був опублікований в 1814 році. Експедиція мала величезне значення для розуміння географії Північної Америки (до неї, наприклад, було невідомо про існування Скелястих гір), для вивчення природних ресурсів Північної Америки та для встановлення союзницьких відносин з індіанцями.

### Подальша кар'єра
Після повернення в 1807 році Кларк призначений бригадним генералом міліції території Луїзіана. Кларк виконував функцію представника уряду території з відносин з індіанцями. Його бюро знаходилося в столиці території, Сент-Луїсі. Кларк активно брав участь в Англо-американській війні 1812 року.
У 1813 році Кларк був призначений губернатором території Міссурі, і став її другим і останнім губернатором. Його призначення було підтверджено в 1816 і 1820 роках. У 1821 році південний схід території увійшов до складу США як штат Міссурі, і губернатором штату був обраний Олександр МакНейр. Кларк брав участь у виборах і програв. У 1822 році він був призначений суперінтендантом у справах індіанців і займав цю посаду до своєї смерті в 1838 році. Кларк помер і похований в Сент-Луїсі.

## Сім'я
Вільям Кларк одружився з Джулією Генкок 5 січня 1808 року у Вірджинії. Від неї мав п'ятьох дітей: Мерівезер (названий на честь Льюїса, 1809—1881); Вільям Престон (1811—1840); Мері Маргарет (1814—1821); Джордж Роджерс (1816—1858), Джон Джуліус (1818—1831). Після смерті Джулії в 1820 році одружився з її сестрою, Геррієт Кеннерлі Редфорд, і мав від неї трьох дітей: Джефферсон Кірні (1824—1900); Едмунд (1826—1827); Геррієт (померла в дитинстві). Його друга дружина померла в 1831 році.

## Вшанування
На честь Кларка названий рід рослин Clarkia родини онагрових, а також форель Oncorhynchus clarki.
У п'яти штатах є округи, названі на його честь: Айдахо, Арканзас, Вашингтон, Міссурі й Монтана (Льюїс-енд-Кларк). На його честь названі річки Кларкс в західному Кентуккі, Кларк-Форк в Айдахо і Монтані, а також Кларкс-Форк-Єллоустоун в Монтані та Вайомінгу.